# Plynops edwardi
Plynops edwardi är en stekelart som beskrevs av Shaw 1996. Plynops edwardi ingår i släktet Plynops och familjen bracksteklar. Inga underarter finns listade i Catalogue of Life.